# Peter Frankenfeld

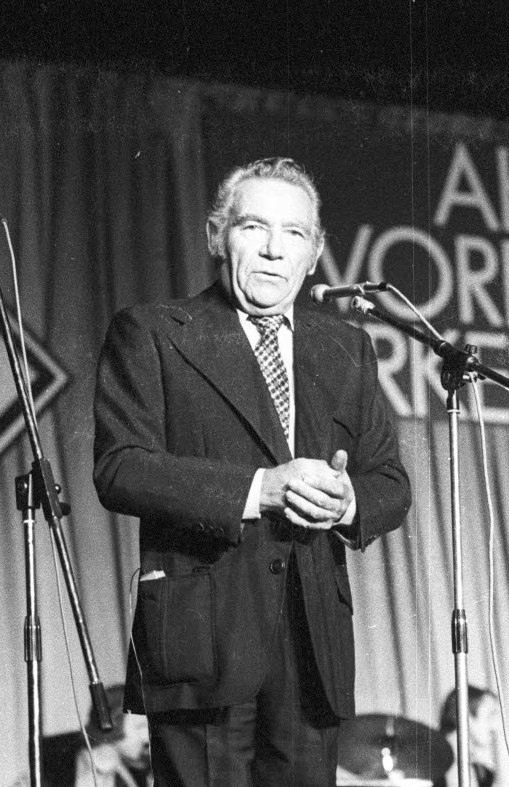
Peter Frankenfeld, 1975

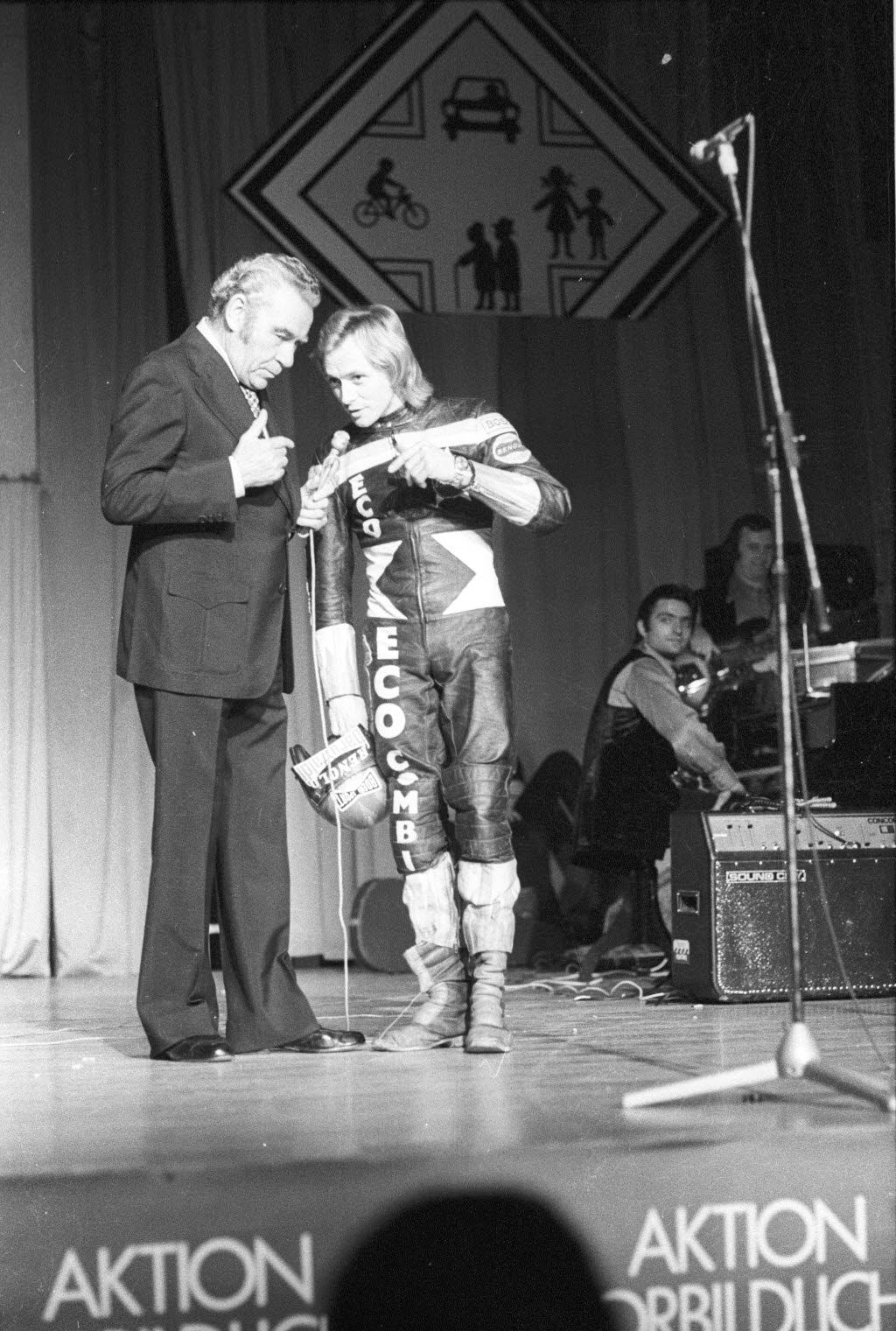
Auf der Bühne der Showmaster Peter Frankenfeld (links) und der Speedway-Fahrer Egon Müller (rechts), 1975

Peter Frankenfeld (* 31. Mai 1913 in Berlin-Kreuzberg als Willi Julius August Frankenfeldt; † 4. Januar 1979 in Hamburg) war ein Schauspieler, Sänger und bedeutender, die deutsche Radio- und Fernsehunterhaltung nachhaltig prägender Entertainer.
Peter Frankenfeld begann seine Karriere an Berliner Varietés und wurde in den 1950er Jahren durch das Radio in ganz Deutschland bekannt. Er schuf mit 1:0 für Sie die erste Spielshow im deutschen Fernsehen, der weitere folgten. In den 1960er Jahren sorgte er mit Vergißmeinnicht für die erfolgreichste Show des gerade erst gegründeten ZDF und hatte damit wesentlichen Anteil am Aufstieg dieser Sendeanstalt. Dennoch wurde die Sendung 1970 überraschend eingestellt, so dass sich der tief gekränkte Frankenfeld einige Zeit mit Gastauftritten begnügen musste, bis er 1975 die Musikrevue Musik ist Trumpf bekam, die er bis zu seinem Lebensende mit großem Erfolg präsentierte. Während der gesamten Fernsehzeit blieb er auch dem Hörfunk treu und ging häufig auf Tournee.
Er heiratete 1956 die Schauspielerin und Sängerin Lonny Kellner und arbeitete mit ihr bis zu seinem Tod zusammen.

## Leben

### Name
Frankenfelds Vornamen Willi, Julius und August waren zur Zeit seiner Geburt beliebt, sie gefielen ihm aber alle drei nicht, weswegen er im Alter von 25 Jahren den damals populären Namen Peter verwendete, zunächst in Gestalt von Willpeter, wenige Monate später nur noch Peter. Dabei ließ er auch den letzten Buchstaben des Nachnamens entfallen. Mit 42 Jahren folgte dann die amtliche Eintragung des Namens Peter Frankenfeld. In seinem Freundeskreis trug er den Spitznamen PF.

### Kindheit
Eltern

Peter Frankenfeld (in der Mitte) vor dem Laden seiner Mutter

Der Vater Max Frankenfeldt stammte aus Stolp, hatte um die Jahrhundertwende Mechaniker gelernt und war als Mechanikermeister nach Berlin gegangen. Dort arbeitete er als Werkmeister und Lehrlingsausbilder bei Dewitt & Hertz, einem Hersteller chirurgischer Instrumente. Frankenfeld beschrieb seinen Vater als besessenen Mechaniker, der eine Drehbank daheim hatte für die mechaniklose Zeit zwischen Samstagabend und Montag früh. Max Frankenfeldt zog sich im Ersten Weltkrieg eine teilweise Lähmung der rechten Hand zu, konnte aber als Kriegsbeschädigter weiter seiner Arbeit nachgehen.
Hedwig Frankenfeldt, geborene Sawatzki, stammte aus Graudenz, hatte Porzellanverkäuferin gelernt und war in die Reichshauptstadt gezogen, um eine Anstellung zu finden. Dort begegnete sie Max Frankenfeldt, den sie 1910 heiratete. Sie zog während des Krieges vom Berliner Stadtrand in den Stralauer Kiez, der ab 1920 zum Groß-Berliner Bezirk Friedrichshain gehörte, einem dicht besiedelten Arbeiterbezirk, um in der Bödikerstraße 33 ein Ladengeschäft zu eröffnen, für Cigarren, Cigaretten, Rauch-Kau-Schnupftabake und einen öffentlichen Fernsprechapparat. Solche Läden existierten in großer Zahl, dennoch ermöglichte das zusätzliche Einkommen der Familie nach dem Krieg einen zwar bescheidenen, aber überdurchschnittlichen Wohlstand. Frankenfeld beschrieb seine Mutter als Verkäuferin mit Leib und Seele. Sie habe ungeachtet der Mehrarbeit den Tabakladen voller Vorfreude eröffnet, nicht nur im Hinblick auf die Mehreinnahmen, sondern auch wegen der Kundengespräche.
Geburt
Peter Frankenfeld wurde in einer Klinik in Kreuzberg geboren und verbrachte seine ersten Lebensjahre in einem zwei Jahre vor seiner Geburt errichteten Mietshaus in Rummelsburg, Rupprechtstraße 32. Er war das zweite Kind von Max und Hedwig Frankenfeldt, deren erster Sohn Hans wenige Monate zuvor verstorben war. Es folgte noch Peters Bruder Kurt.
Als Schüler
Frankenfeld besuchte die Grundschule in der Goßlerstraße (heute Emanuel-Lasker-Schule, Corinthstraße) und die Liebig-Realschule in der Rigaer Straße. Dort war Zeichnen sein liebstes Fach, außerdem fielen ihm Fremdsprachen leicht. Seine Mitschüler begeisterte er dadurch, dass er sämtliche Lehrer imitieren konnte. In der Freizeit fertigte er aus weichem Abfallholz Gesichter für Kasperletheater-Puppen, deren Kleider seine Mutter nähte, um mit einer ebenfalls selbstgebauten Bühne Märchenspiele aufführen zu können. Dabei gelang es ihm, zahlende Zuschauer zu gewinnen.
Da Frankenfelds Mutter sich stets wünschte, einmal eine der großen Musikrevuen zu besuchen, entschloss sich der Vater 1925, ein Radio zu bauen, um die Kunst damit ins Haus zu holen und das Eintrittsgeld zu sparen. So kam Frankenfeld im Alter von zwölf Jahren mit der Funkunterhaltung in Berührung, die ihn sehr begeisterte.
Im Spätherbst 1928 erwarb Frankenfeld in einem Antiquariat ein Buch über das Varieté, aus dem er von Mellini erfuhr. Daraufhin beschloss er, das Zaubern zu erlernen, und ging zum ehemaligen Ostbahnhof, der gerade zum Varieté umgebaut wurde. Dort schlug ihm die Sekretärin vor, sich an den Magischen Zirkel zu wenden. So erfuhr Frankenfeld von einem Zauberladen in der Friedrichstadt, in dem er seinen ersten Zaubertrick kaufte. Er schwenkte vom Kasperletheater zur Zauberei um und kaufte sich mit den Einnahmen immer weitere Tricks.
Beim Zirkus
Im folgenden Sommer fragte Frankenfeld einen in Berlin gastierenden Zirkus, ob er mit seinen inzwischen 19 Zaubertricks nicht mitreisen könne. Am letzten Schultag bat er dann einen Klassenkameraden, die Schultasche zu Hause mit der Begründung abzugeben, Peter sei zur Fremdenlegion gegangen. Der Zirkus gastierte in Zossen, Luckau, Torgau und schließlich in Leipzig. Anstatt um eine höhere Entlohnung zu bitten, um sich Essen kaufen zu können, machte sich Frankenfeld dort auf den Weg zu einer Freundin seiner Mutter. Er bat sie, nichts von seinem Besuch zu erzählen, da er auf einer Ferienfahrt sei und gewettet habe, wie lange er mit seinem Geld auskomme. Die Freundin meldete aber dennoch die Vorkommnisse nach Berlin und der Vater holte ihn schließlich zurück.

### Ausbildung
Hotelpage
Frankenfeld wollte weder eine Mechanikerlehre wie sein Vater machen noch weiter zur Schule gehen. So folgte er einem Vorschlag seiner Mutter, bei bedeutenden Berliner Hotels nach einer Ausbildung zu fragen, und wurde schließlich Page im Hotel Adlon. Er bekam 7,50 RM Wochenlohn zuzüglich das Vier- bis Fünffache an Trinkgeld. Mit einer positiven Beurteilung wechselte er zum Hotel Esplanade. Nachdem er dort aber am Direktionszimmer das Toilettenschild Herren angebracht hatte, wurde er entlassen.
Maler
In der Familie erinnerte man sich an Frankenfelds Zeichentalent und versuchte, ihm einen Ausbildungsplatz als Anstreicher und Tapezierer zu verschaffen, in der Annahme, dass jemand, der zeichnen kann, sich auch zum Maler eignet. Zur Überbrückung besuchte Frankenfeld drei Monate lang die Schule für das graphische Gewerbe. Hier lernte er die verschiedenen Druckverfahren und Schriftarten kennen. Die Malerlehre hingegen interessierte Frankenfeld überhaupt nicht, weswegen ihn der Meister schon nach vier Wochen an ein Unternehmen verwies, das Reklametafeln fabrizierte und Schaufenster dekorierte. Diese Arbeit lag Frankenfeld, in der Ausführung folgte er aber zunehmend seinen eigenen Ideen, was dem Chef nicht gefiel, sodass er noch einmal den Arbeitgeber wechseln musste und 1932 bei Reklame Neumann eine einjährige Volontärzeit begann, die mit 14 RM pro Woche bezahlt wurde. Dieses Unternehmen bestand neben dem Chef, der mit dem Motorrad die Aufträge hereinholte, aus Frankenfeld und einem weiteren Volontär, die 56 Stunden in der Woche Schilder malen mussten.

### Selbständigkeit
Werbeagentur
Als die Volontäre von Reklame Neumann einmal ohne Wissen des Chefs ein Schild für ein Radiogeschäft anfertigten und dieser es an der Gestaltung der angebrachten Reklametafel bemerkte, entließ er beide, stellte den anderen aber am nächsten Tag wieder ein. Frankenfeld hingegen erkannte, dass er mit einem eigenen Unternehmen erfolgreicher sein würde, zog bei seinen Eltern aus und in eine nahegelegene Mietwohnung ein, die gleichzeitig sein Atelier wurde.
Frankenfeld war in ganz Berlin mit dem Fahrrad unterwegs, um Aufträge zu bekommen. Diese waren zeitweise so zahlreich, dass sogar der ehemalige Schulfreund Fritz Schirrmeister helfen musste, der Dekorateur gelernt hatte und vor allem für das Dekorieren zuständig war, während Frankenfeld Schilder malte, Werbesprüche ersann und Zeichnungen erstellte. Die beiden gestalteten nicht nur Schaufenster, sondern auch ganze Gaststätten. Nach der Machtübernahme der Nationalsozialisten mussten zunächst dutzendweise Schilder angefertigt werden mit der Aufschrift: „Damen werden gebeten, nicht zu rauchen“, gefolgt von „Der Mehrpreis für das Eintopfgericht wird zugunsten des Winterhilfswerks erhoben und auf das Postscheckkonto Berlin 77100 eingezahlt“.
In auftragsarmen Zeiten fuhr er zu seinem Großvater nach Mohrin, um zu angeln oder Aquarelle zu malen. Einmal schloss er sich auch für vier Wochen einem Zirkus an, um dort seine Zauber- und Schnellzeichen-Künste vorzuführen, bis ihn Schirrmeister wieder rief, um an neuen Aufträgen zu arbeiten. Im Laufe der Zeit kamen auch Stände für die Leipziger Messe und die Berliner Rundfunkausstellung hinzu.
Malerei
Durch eine Freundin lernte Frankenfeld den Expressionisten Willy Jaeckel aus Breslau kennen und wurde zu dessen wöchentlichem Stammtisch mit befreundeten Malern geladen. Er nahm Unterricht bei Jaeckel und lernte verschiedene Maltechniken kennen. Diese Fähigkeiten nutzte er, um in Freibädern Menschen zu porträtieren. Um Zeit dafür zu gewinnen, schränkte er das Werbegeschäft auf einige Dauerkunden ein. Frankenfeld fühlte sich zunehmend als Künstler und schloss sich der von Jaeckel initiierten Neuen Berliner Sezession an. Er wollte sich nicht nur auf die bildende Kunst beschränken, war aber mit seiner Malerei erfolgreich; einmal verkaufte er binnen zwei Wochen drei Gemälde und nahm damit 1000 RM ein.
Bühnenauftritte
Amerikanische Revue-Filme wie Broadway-Melodie brachten Frankenfeld auf die Idee, tanzen zu lernen. Er nahm Steppunterricht und gelangte dabei an Valeska Gert, die ihm auch vermittelte, wie man eine Bühnenshow aufbaut und Conférencen anlegt. Frankenfeld sah sich – größtenteils mehrmals – alle Varieté-Aufführungen in Berlin an, um zu lernen, wie die großen Meister arbeiten, darunter Wilhelm Bendow, Erich Carow, Paul Kemp, Hellmuth Krüger, Ludwig Manfred Lommel, Henry Lorenzen, Carl Napp, Willi Schaeffers, Fredy Sieg und Claire Waldoff. Bei einem Gastspiel von Willy Reichert besuchte Frankenfeld so viele Aufführungen, bis er den schwäbischen Humor im Griff hatte. Er wollte ein perfekter Conférencier werden.
Anlässlich der Einweihung seines neuen Ateliers im Süden Berlins, in der Hasenheide 78, gab Frankenfeld eine Einweihungsfeier mit zweistündigem Unterhaltungsprogramm. Anschließend schlug ihm ein Freund vor, anstatt Bilder zu malen, zum Kabarett der Komiker auf die Bühne zu gehen.
Kabarett der Komiker
Beim KadeKo trat Frankenfeld zunächst ohne Gage in der Sonntagsmatinee Nachwuchs marschiert auf, in der viele Theateragenten saßen. Schließlich meldete sich Willy Schaeffers, der Leiter des KadeKo, selbst mit einem Telegramm. Er suchte jemanden für seine Nachmittagsveranstaltung, die Frankenfeld dann jeden Mittwoch, Samstag und Sonntag übernahm. Außerdem spielte er noch einen Sketch in der Abendveranstaltung. Ende 1939 war Frankenfeld ein gefragter Conférencier geworden, der ein Engagement im Münchener Hotel Annast bekam, wieder im KadeKo und dann im Plaza gastierte, im Fernsehsender Paul Nipkow ansagte, im Liebich-Varieté Breslau arbeitete und mit Hans Albers auf Tournee ging. In Leuna erreichte Frankenfeld die Einberufung zur Wehrmacht. Hans Albers’ Versuche, eine Freistellung zu erwirken, um die Tournee fortsetzen zu können, blieben ohne Erfolg.

### Militärdienst
Oldenburg
Da bei Einführung der Allgemeinen Wehrpflicht im Jahr 1935 nur die Jahrgänge ab 1914 eingezogen wurden, war Frankenfeld zunächst verschont geblieben. Nach Kriegsbeginn bekam er dann einen Posten am Schreibtisch beim Militär in Oldenburg, der ihm aber dennoch nicht zusagte. Er organisierte deswegen vor allem Veranstaltungen zugunsten des Winterhilfswerks und gab sogar Stepunterricht. Zwischendurch durfte er eine erfolgreiche Gastspielreise zu den Stellungen an der Atlantikküste unternehmen.
Berlin
Ende 1942 kam Frankenfeld an das Haus Vaterland, in dem er jeden zweiten Abend von 23 Uhr bis 5 Uhr ein Unterhaltungsprogramm darbot, das vor allem von durchreisenden Soldaten besucht wurde. Weil er dabei auch regimekritische Witze erzählte, wurde er 1943 wieder als Soldat eingezogen und kam an die Ostfront.
Ostfront
In der Ukraine angekommen, meldete sich Frankenfeld sofort beim zuständigen Hauptfeldwebel und zeigte einen Kartentrick. Daraufhin bat man ihn, sein Programm bei einem Offiziers- und Unteroffiziersabend vorzuführen, schließlich wurde er vom Dienst freigestellt und mit dem Aufbau eines Theaters beauftragt. Erst als die Front am 12. Dezember 1944 zusammenbrach, wurde Frankenfeld Kradmelder. Nach einer schweren Verwundung am 17. April 1945 – einem Fuß-Durchschuss – konnte er den Arzt mit Darbietungen von Kartentricks davon abhalten, sein Bein zu amputieren. Er kam ins Lazarett nach Marienbad.

### Bei den Amerikanern
Dolmetscher
Nach dem Einmarsch der amerikanischen Truppen kam ein Captain ins Lazarett, um nach einem Englisch sprechenden Deutschen zu suchen. Frankenfeld meldete sich, kam daraufhin in ein amerikanisches Hospital und war bald darauf als Übersetzer tätig. Die Amerikaner wollten einen Club in einer Turnhalle einrichten, die Frankenfeld dekorierte. Zur Einweihung stellte er sich als Pietör Fränkenfield vor, sein einstündiges Programm kam dann so gut an, dass es sein zweiter Job wurde.
Entertainer
Es folgte die Verlegung der Einheit nach Kitzingen, wo Frankenfeld erneut einen Club einrichten und für die Unterhaltung sorgen durfte. Im Herbst 1945 folgte dann Nürnberg. Frankenfeld gehörte nun zum Special Entertainment Service, der für die Truppenbetreuung zuständig war. Er wurde Ansager der Kategorie A und ein Jeep brachte ihn allabendlich mehrmals zu den fünf Nürnberger Clubs. Im Januar 1947 ernannte man ihn zum Direktor des Redoubt-Clubs in Fürth.

### In Frankfurt
Varieté
Anfang 1948 ging Frankenfeld nach Frankfurt, wo ihn Eduard Forck engagierte, der Leiter des Großvarietés Palette, einer Nachkriegsgründung. Die Rundfunk-Aktivitäten ließen Frankenfeld aber immer weniger Zeit für das Varieté, schließlich endete dort seine Tätigkeit als Gagschreiber für die Revue Czardasfürstin 50.
Radio
Frankenfeld wurde vom Unterhaltungschef des Hessischen Rundfunks, Toni Hofbauer, für das Radio entdeckt. Seine erste Sendung war Guten Morgen allerseits, eine morgendliche Musiksendung, die er zwei- bis dreimal in der Woche präsentierte. Es folgten zahlreiche weitere Sendereihen, nicht nur beim Hessischen Rundfunk, sondern auch bei den anderen deutschen Radiosendern. Bis Mitte der 1950er Jahre war er sogar bei mehreren Sendern parallel beschäftigt und hatte bis zu sieben Sendereihen gleichzeitig.
Tourneen
Praktisch alle bekannten Schlagersänger jener Zeit gingen auf ausgedehnte Tourneen, die einen großen Teil ihrer Einnahmen ausmachten. Frankenfeld reiste als Conférencier mit solchen Touren. Mit zunehmender Beschäftigung ging er dazu über, sich in den Vertrag schreiben zu lassen, dass zwei aufeinanderfolgende Spielorte nicht mehr als 100 km entfernt liegen durften. An einem Ort angekommen, fragte er gewöhnlich den Portier nach dem Hauptarbeitgeber im Ort und bat um eine Werksführung. So konnte er mit seinen Kandidaten immer einige Sätze über ihren Beruf wechseln und sie sowohl vor dem Publikum glänzen lassen, als auch ihnen die Aufregung nehmen. Die Ideen für seine Shows arbeitete er häufig unterwegs aus und sandte sie dann an die Redakteure der zuständigen Fernsehanstalt.
Auf den Tourneen arbeitete Frankenfeld mit einer großen Zahl von Künstlern immer wieder zusammen, die dann zu seinem Freundeskreis gehörten und die er später stets in seine Sendungen bekam. Dazu gehörten Peter Alexander, Bully Buhlan, Heinz Erhardt, Walter Giller, Georg Thomalla, Caterina Valente und Helmut Zacharias.
Fernsehen
Den ersten Fernsehauftritt nach dem Krieg hatte Frankenfeld bereits am zweiten Weihnachtstag des Jahres 1952 beim NWDR. Ab der Funkausstellung 1953 erschien er regelmäßig auf dem Bildschirm, zunächst mit der Talentsuche Wer will, der kann, dann mit 1:0 für Sie. Damit wurde er bundesweit bekannt und extrem beliebt:

„Ich bin seit dreißig Jahren in der Branche, aber ich habe noch nie erlebt, dass ein einziger Name so zugkräftig ist. Früher musste man selbst Kanonen wie Otto Reutter mit einem großen Starprogramm koppeln. Aber bei Frankenfeld braucht man nur auf die Plakate zu drucken „‚Peter Frankenfeld und namhafte Solisten‘“ und 14.000 Menschen kommen bei Eintrittspreisen von drei bis sechs Mark in die Westfalenhalle.“

„Damals waren es Kinder und Backfische, wie auch heute bei den Filmstars. Frankenfelds Verehrer sind Erwachsene. Er hat bei ihnen einen ungeheuren Kredit.“

Eine Besonderheit aller Spielshows mit Frankenfeld war die zufällige Auswahl der Kandidaten aus dem Publikum. Das damit verbundene Pannenrisiko ging kein anderer Showmaster ein. Frankenfeld fiel aber immer etwas ein, selbst wenn beispielsweise ein Kandidat nur einen Arm hatte, das Spiel aber zwei Hände verlangte. Diese Fähigkeit brachte ihm hohes Ansehen ein.
Im November 1955 flog Frankenfeld für sechs Wochen in die USA, um dort alle bedeutenden Fernsehshows zu besuchen und neue Ideen für eigene Fernsehaktivitäten mitzubringen.
Karierte Jacke
Frankenfeld hatte das Bild eines amerikanischen Komikers in einer auffälligen Jacke gesehen und ließ sich für seine erste Spielshow 1:0 für Sie ein ähnliches Kostüm schneidern, um leicht wiedererkannt zu werden. Diese großkarierte Jacke erschien auf dem Bildschirm schwarz und weiß gemustert, war aber tatsächlich in den Farben Aubergine und Grau gehalten, weil dies eine angenehmere Bildwiedergabe zur Folge hatte. Ein Kölner Kaufhaus bot das Kleidungsstück sogar mit großem Erfolg in der Karnevalssession 1954/55 an. Frankenfeld trug die Jacke bis 1961 bei all seinen Spielshows.
In Toi – Toi – Toi trug Frankenfeld eine auffällig gestreifte Jacke, die den gleichen Effekt haben sollte. Mit dem Wechsel zum ZDF verzichtete er aber auf auffällige Kleidung.
Untrennbar mit der Jacke verbunden ist ein Kinderspielzeug, nämlich ein mit einem Seilzug gestarteter dreiflügeliger Rotor, von Frankenfeld als „Fliegende Untertasse“ bezeichnet. Er nutzte dieses Spielzeug in den frühen Shows, um Kandidaten aus dem Publikum auszuwählen.
Film
Als Filmschauspieler trat Frankenfeld aus Zeitmangel nur selten auf. Seine größte Rolle hatte er in Wunschkonzert, in dem er sich selbst als Showmaster von 1:0 für Sie spielte. Eine bedeutende Rolle hatte er auch in Natürlich die Autofahrer, während es in Paprika, Genosse Münchhausen und Olympia – Olympia, seinem letzten Film, nur Nebenrollen waren.
Heirat mit Lonny Kellner
Bei einer Tournee des Südwestfunks lernte Frankenfeld 1954 die Sängerin Lonny Kellner kennen. Sie war mit dem NWDR-Sportreporter Werner Labriga verheiratet, ließ sich dann scheiden und heiratete Frankenfeld am 23. Juni 1956. Die Trauzeugen waren Max Schmeling und seine Gattin Anny Ondra. Das Paar Frankenfeld zog mit dem 1951 geborenen Sohn Thomas, den Frankenfeld adoptierte, nach Hamburg, wo er zwei kleine Mietshäuser gebaut und dabei eine Wohnung für sich vorgesehen hatte.
Lonny Kellner-Frankenfeld, damals ein Star, verzichtete auf eine Karriere in den Vereinigten Staaten, um mit ihrem Mann leben und arbeiten zu können, obwohl ihr entsprechende Verträge bereits unterzeichnungsbereit vorlagen. Sie blieb weiterhin als Sängerin tätig, spielte aber auch häufig Sketche und Duette zusammen mit ihrem Mann. Zudem absolvierte sie eine Ausbildung, um auch als Quasi-Sekretärin für ihn tätig sein zu können.

### In Wedel
Hausbau
Da sie im Grünen wohnen wollten, kauften sich Peter Frankenfeld und Lonny Kellner ein drei Hektar großes Grundstück für 2 DM pro Quadratmeter, ohne zu wissen, wie groß ein Hektar überhaupt ist. Es lag nur wenige hundert Meter von Hamburgs Stadtgrenze entfernt am Erlenweg 16 in Wedel. Auf dem Grundstück ließen sie ein Haus errichten, in dem Frankenfeld die folgenden 22 Jahre bis zu seinem Tode wohnte. Schon beim Hausbau sprach er davon, im Keller eine Privatkneipe einzurichten. Es entstand eine richtige Theke mit Zapfanlage für zwei Sorten Bier und Tausende von Bierdeckeln an den Wänden. Frankenfeld hielt sich darin nie alleine, sondern immer nur mit Gästen auf. Das Haus erschien ihm beim Bau so groß wie ein kleines Kaufhaus. Ein Raum besaß sogar eine 5 m hohe Decke und eine Galerie, von der aus man Arbeits- und Billardzimmer, Archiv, Atelier und ein eigenes Tonstudio zur Produktion von Rundfunksendungen erreichen konnte. Außerdem gab es einen Swimming-Pool und originale Berliner Gaslaternen.
Radio
Die Hörfunkaktivitäten gab Frankenfeld trotz seiner Fernseherfolge nicht auf: Das Fernsehen ist für mich eine Geliebte, aber der Hörfunk ist meine alte Liebe. Allerdings beschränkte er sich zunehmend auf Peters Bastelstunde, die er im eigenen Studio produzierte.
Fernsehen
Frankenfeld ging für seine große Spielshow vom NWDR zum SDR. Der kleine Sender bot mit seinem Fernsehdirektor Helmut Jedele ein interessanteres Programm als der große NWDR. Der Redakteur Horst Jaedicke und der Regisseur Georg Friedel ermöglichten dort optimale Arbeitsbedingungen. Trotzdem kam es aber zu einer Rückkehr zum NWRV, wie die gemeinsame Fernsehabteilung von NDR und WDR nun hieß. In Stuttgart konnte man nämlich die geforderte Erhöhung der Gage nicht bezahlen.
Der immense Erfolg Frankenfelds und seine hohen Gagen führten auch zu Neid. Er pflegte darauf zu antworten, man solle seinen Namen auf den Werbeplakaten mit demjenigen des Kritikers überkleben und dann einmal schauen, wie viele Besucher kämen. Dieser Neid führte auch zu unerfreulichen Kritiken. So hieß es beispielsweise, Frankenfeld verlange von seinen Kandidaten einen „seelischen Striptease“ und habe „nahezu unerträgliche Allüren“. Ein häufiges Argument war auch, Frankenfeld und sein Publikum lachten auf Kosten der Dummen. Dabei gab es bei den Spielshows keine Fragen nach Dingen aus dem Lexikon. Frankenfeld sprach davon, bei ihm müsse man nicht wissen, woran das Tote Meer gestorben sei, um gewinnen zu können.
In Hamburg hörte man aber auf diese Kritiker und setzte Frankenfeld seltener im Programm ein – dieser hielt den Weggang vom SDR inzwischen für einen Fehler. Die Showidee Postkarte genügt ließ sich weder beim NDR noch beim WDR unterbringen – das gemeinsame Fernsehprogramm hatten die beiden Stationen inzwischen aufgegeben. So musste Frankenfeld seine Arbeit mehr auf Tourneen verlegen. Beim neu gegründeten ZDF sah man schließlich die Chance, mit dem Namen Frankenfeld glänzen zu können, und realisierte die Pläne unter dem Titel Vergißmeinnicht. Frankenfeld hielt diese Show rückblickend für den Höhepunkt seiner Karriere.
Frankenfeld hatte Ende der 1950er Jahre eine enorme Popularität; bei einer Umfrage unter Volksschulabgängern kannten ihn 100 % der Befragten, ebenso viele wie den Bundeskanzler Konrad Adenauer, bei Elvis Presley waren es 99 %, bei Marika Kilius 98 % und bei Freddy Quinn 94 % der Befragten.
Obwohl Frankenfeld erheblich zum Aufstieg des ZDF beigetragen hatte, schätzte man seine Arbeit dort nicht mehr; nachdem die Verantwortlichen beim Sender gewechselt hatten, hielt man den populären Entertainer für zu alt und wollte auf jüngere Moderatoren setzen. Vergißmeinnicht lief 1970 aus, ohne dass es zu einem Nachfolger kam. Daran änderte auch die Verleihung des Bundesverdienstkreuzes nichts. Frankenfeld, tief verletzt, wehrte sich gegen den Vorwurf, seine Arbeit und seine Art, Witze zu machen, seien aus der Mode gekommen („Es gibt überhaupt keine altmodischen Witze – nur gute und schlechte! […] Ich bin ein alter Zirkusgaul. So rasch kriegen die mich nicht aus der Manege“). Man gestattete ihm jedoch gerade noch die kleine Vorabendsendung Sie und Er im Kreuzverhör. Alle Bitten, daraus doch eine große Abendshow zu machen, blieben ungehört. Frankenfeld musste sich mit Gastauftritten in anderen Shows und Theaterspielen begnügen. Erst der überraschende Tod des verantwortlichen Programmdirektors Joseph Viehöver änderte die Situation, und Frankenfeld wurde 1975 mit der Musikrevue Musik ist Trumpf wieder zum großen Showmaster.
Vorher moderierte er noch 1973 für das ZDF die Evergreen Show: "Der Wind hat mir ein Lied erzählt" mit Stargast Zarah Leander und den Filmkomponisten Gert Wilden, Peter Kreuder, Peter Igelhoff und Michael Jary und 1974 die Evergreen-Gala "Musik liegt in der Luft".
Frankenfeld beschrieb seine Arbeit mit den Worten: „Millionen zu unterhalten, zum Lachen oder Schmunzeln zu bringen, das ist meine Art der Lebenshilfe“.
Theater

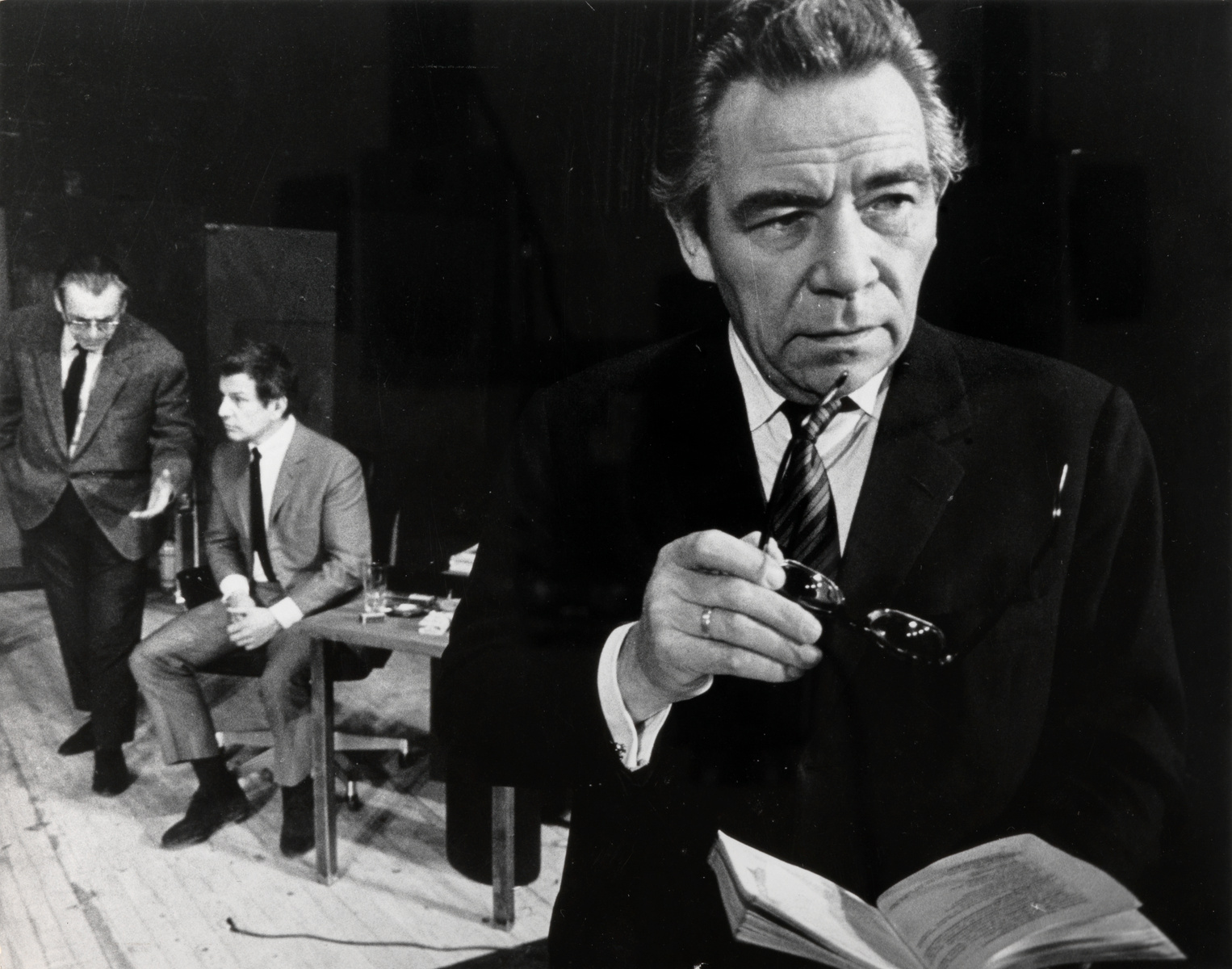
Leopold Lindtberg, Ullrich Haupt und Peter Frankenfeld (v. l. n. r.), Hauptproben zur Uraufführung der Stücks Biografie: Ein Spiel von Max Frisch, Schauspielhaus Zürich, Foto: Josef Schmid, Comet Photo, Bildarchiv der ETH-Bibliothek, Zürich, 1968

1968 unternahm Frankenfeld einen Ausflug ans Theater und spielte den Registrator in Biografie: Ein Spiel von Max Frisch, sowohl in der Welturaufführung am Schauspielhaus Zürich als auch in allen weiteren Aufführungen mit diesem Ensemble. Frankenfeld gefielen am Theater die Proben und die Premiere, ab der dritten Vorstellung langweilte er sich, und das Team musste sich etwas einfallen lassen, um ihn zu motivieren.
Arbeitsweise
Frankenfeld legte Wert auf Ordnung und sprach stets davon, dass er es nicht möge, wenn es auf seinem Schreibtisch aussehe wie im Rucksack von Hermann Löns. Er hatte all seine Bücher katalogisiert und ein ebenso geordnetes Witzarchiv. Er mutete seinen Kandidaten keine Spiele zu, die er nicht selbst getestet hatte, und Darbietungen wurden so lange geprobt, bis sie perfekt gelangen. Beispielsweise erforderte der bekannte Sketch zur Zubereitung einer Bowle mehrtägiges Wasser-Vergießen in der eigenen Küche.
Sein Perfektionismus zeigte sich auch darin, dass Frankenfeld nahezu alle Dialekte der deutschen Sprache einwandfrei imitieren konnte. Im Jahr 1973 stellte er das bei seinem Mundartsketch „Die Wetterkarte“ unter Beweis.

„Peter Frankenfeld war – mindestens bei der Arbeit – ein formidabler Egozentriker, ein Despot und Rechthaber, er hat uns erpreßt und tyrannisiert, um seinen Willen durchzusetzen. Aber – mit aller Überzeugung wird es jeder Beteiligte zugeben – er hatte schließlich immer recht. Nichts ist beweiskräftiger als der Erfolg beim Publikum.“

Sonstige Aktivitäten
Bücher gab Frankenfeld nur wenige heraus, wobei es sich vor allem um Witzsammlungen handelte. Schallplatten gab es mehrere, es waren aber fast ausnahmslos Zusammenstellungen aus seinen Radio- oder Fernsehsendungen.
In seiner fernseharmen Zeit nach dem Ende von Vergißmeinnicht versuchte sich Frankenfeld als Herausgeber, hatte aber als Branchenunkundiger keinerlei Erfolg. Das Magazin Herzblatt mit dem Untertitel „Zeitschrift für ältere und reifere Leute“ wurde bereits nach sieben Ausgaben eingestellt.
Privatleben
Frankenfeld führte ein skandalfreies Leben. Er fuhr stets einen amerikanischen Straßenkreuzer, in den er eine Straßenbahnklingel eingebaut hatte. Er baute mit Begeisterung ferngesteuerte Modelle und hatte in seinem Garten Schienen für eine Modelleisenbahn verlegt. Auf seinem Anwesen hielt er mehrere Tiere, die von einem angestellten Gärtner betreut wurden. Außerdem war er Hobbyangler und spielte gern Billard. Gert Fröbe hatte einen eigenen Queue in Wedel deponiert und umgekehrt Frankenfeld einen in Fröbes Haus in Bayern. Zudem sammelte er neben Bierdeckeln auch Schachspiele und antiquarische Militärhelme. Bei privaten Gästen gab er ebenso den Showmaster, wie im Fernsehen. Rainer Holbe, als ZDF-Showmaster ein Kollege, berichtet von einem Besuch bei Frankenfeld, der im Partykeller begann, mit einer Führung durchs Tonstudio und der Werkstatt fortgesetzt wurde, während Bratenduft durchs Haus zog, und im Weinkeller endete. Erst als die Besucher schon wieder in ihr Auto eingestiegen waren, rief Frankenfeld: Ihr habt den Schnuckenbraten vergessen.
Taxiunfall

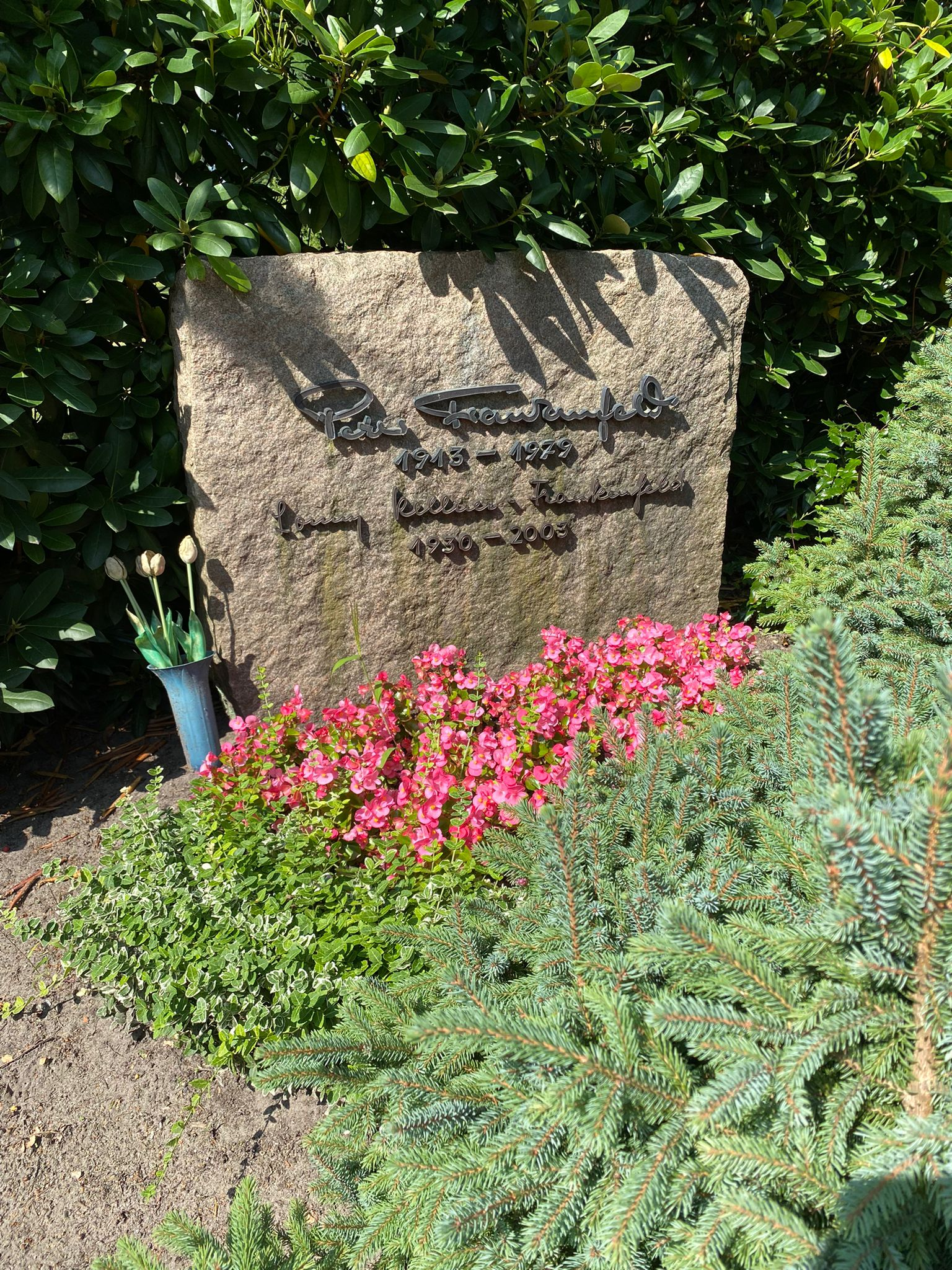
Grabstätte auf dem Friedhof Wedel

Peter Frankenfeld war der erste Prominente, der durch die umstrittene Trennscheibe zu Schaden kam, welche für eine kurze Zeit in Taxis vorgeschrieben war. Es geschah am 28. August 1968 auf der Fahrt zum Flughafen Hamburg. Der Taxifahrer konnte einem LKW nicht mehr ausweichen, der ihm die Vorfahrt nahm. Die Scheibe war heruntergelassen, Frankenfeld schlug aber auf den Rahmen auf und brach sich das Jochbein.
Letzter Fernsehauftritt
Am 3. September 1978 nahm Frankenfeld zum ersten Mal an einer Talkshow teil: Der RTL-Mitarbeiter Martin Schwarze produzierte auf eigene Kosten in einem RTL-Studio eine Talkshow mit Hildegard Knef und Peter Frankenfeld, die er selbst präsentierte. Sie wurde am 21. November 1978 vom ZDF ausgestrahlt. Vier Tage nach der Aufzeichnung erkrankte Frankenfeld schwer an einer Gesichtsrose. Er war kaum aus dem Krankenhaus entlassen, da musste er wegen Durchblutungsstörungen im Gehirn erneut eingeliefert werden. Vier Tage vor Weihnachten durfte er nach Hause, wo er sich eine Erkältung zuzog. Zu Silvester wurde er wieder ins Krankenhaus eingeliefert und in der Nacht vom 3. zum 4. Januar 1979 starb er im Alter von 65 Jahren an einer Virusinfektion. Zu seiner Beerdigung kamen 4000 Trauergäste, darunter viele Prominente des Showgeschäfts. Seine Witwe Lonny Kellner wurde 2003 auf dem Friedhof Wedel bei Hamburg neben ihm bestattet.

## Hörfunk-Sendungen

### Guten Morgen allerseits
1948, HR
Für die Morgenmusik-Sendung des Hessischen Rundfunks Guten Morgen allerseits gab es eine wechselnde Besetzung. Frankenfeld durfte sie zwei- bis dreimal in der Woche präsentieren. Es war seine erste Radiosendung.

### Bunte Abende
ab 1948 für verschiedene Sender

### So ein Zufall
1948 bis 1951, HR
Da Frankenfeld mehr im Radio arbeiten wollte, als Platz für ihn in der Morgensendung war, bat man ihn, sich doch eine eigene Sendereihe einfallen zu lassen. Gemeinsam mit dem Redakteur Franz Rüger dachte er sich daraufhin So ein Zufall: Kleine Melo-Diebereien aus, bei der es um die Werke namhafter Komponisten ging.

### Funk und Flax
1948 bis 1955, HR
Neben So ein Zufall blieb für Frankenfeld noch genügend Zeit für weitere Einfälle, aus denen sich Funk und Flax ergab, die Toni Hofbauer besonders unterstützte. Es war eine 30-minütige Sendung mit vielen Witzen, wobei zu jeder Pointe ein Tusch gehörte, der mit ungewöhnlichen Mitteln erzeugt wurde, etwa Autohupen, Blechdosen oder Porzellan.

### Peters Bastelstunde
1948 bis 1978, zuerst HR, später NDR
Die Sendung Peters Bastelstunde wurde stets als eine Sendung „mit Peter Frankenfeld und einigen Helfershelfern“ angekündigt. Sie dauerte ebenfalls 30 Minuten und wurde von allen westdeutschen Hörfunksendern übernommen und am späten Abend ausgestrahlt. Es waren recht skurrile Witze, welche nur auf ein kleines, dafür aber besonders interessiertes Publikum trafen. Außerdem war es die längste Arbeit von Frankenfeld, mit der er 30 Jahre lang bis zu seinem Tod beschäftigt war. Nach dem Bau seines Hauses produzierte er Peters Bastelstunde im eigenen Tonstudio, anschließend feierten alle Beteiligten in seiner Heimbar. Zu diesen gehörten dann seine Frau Lonny Kellner, Kurt A. Jung und Fred Weyrich. Davor hatte das Team mehrfach gewechselt, Bedingung war aber stets das Sprechen von mehreren Dialekten.
Überdies war es zu drei Fernsehausgaben im Hauptabendprogramm gekommen. Sie hatten aber aufgrund des speziellen Humors keine große Zuschauerresonanz. Eine Auswahl aus den Sendungen gab es auch auf Schallplatten und Audiokassette.

### Eintritt frei
1949 bis 1952, HR
Eintritt frei war das erste Quiz, das Frankenfeld gemeinsam mit Hans-Joachim Kulenkampff für das Radio präsentierte.

### Lieblingsmelodien unserer Hörer
September 1952 bis 1955, HR
Lieblingsmelodien unserer Hörer war eine wöchentliche Radiosendereihe, die Frankenfeld abwechselnd mit Hans Joachim Kulenkampff präsentierte.

### Der Musikpavillon
NDR
In der Veranstaltung Der Musikpavillon, die aus einer großen Halle kam, ging es darum, dass die Zuschauer ausgefallene Musikwünsche vortrugen, welche Lonny Kellner erfüllen musste. Sie saß dazu im Schallarchiv des NDR und war via Tonleitung mit dem Veranstaltungssaal verbunden.

### Wer zuletzt lacht …
NWDR Köln, 1953 bis 1955
Die alle zwei Wochen ausgestrahlte Unterhaltungsreihe Wer zuletzt lacht … war angelehnt an die Radioshow People are Funny von Art Linkletter. Es ging darum, dass Zuschauer aus dem Publikum bestimmte Aufgaben erfüllen mussten. Wem dies am schnellsten oder besten gelang, der bekam einen Preis. Solche Aufgaben waren beispielsweise das Erlernen eines Musikinstruments bis zur nächsten Sendung oder auf die Straße zu gehen und fremde Menschen zu Kaffee und Kuchen einzuladen. Zur Kandidatenauswahl kamen bereits die Fliegenden Untertassen zum Einsatz.
Wer zuletzt lacht … diente als Vorlage für 1:0 für Sie, Frankenfelds erste Fernseh-Show.

### Frankfurter Wecker
1952 bis 1967, HR

### Valsch Ferbunden – Was hätten Sie gesagt?
1962 bis 1963, NDR
Da man Frankenfeld gerade weniger Fernsehsendungen gab, machte er wieder mehr Hörfunk und dabei in 90 Folgen Was hätten Sie gesagt? den Telefonstreich populär. Beispielsweise fragte er bei einer Bank nach einem Kredit über 3 DM oder einen Optiker nach einer Brille für sein Pferd. Die Sendung wurde in verschiedenen Funkhäusern produziert, wobei Frankenfelds Fähigkeit, Dialekte perfekt sprechen zu können, besonders zum Tragen kam.

### Weitere Musiksendungen
Nicht nur für den Hessischen Rundfunk, sondern auch für die anderen ARD-Anstalten betätigte sich Frankenfeld als Moderator von Musiksendungen und baute dabei viele Witze ein. Für den BR gab es Hier blüht der Flachs, für den SDR Hier wird gelacht? und für die Europawelle Saar Wer hört, gewinnt.

## Fernsehsendungen

### Eine nette Bescherung
1952, NWDR Hamburg
Bereits einen Tag nach dem offiziellen Start des deutschen Fernsehens (NWDR) war Peter Frankenfeld daran beteiligt: Für die Sendung Eine nette Bescherung am 26. Dezember 1952 war Günther Keil vorgesehen, der am gleichen Tag wie Frankenfeld seine Karriere beim Kabarett der Komiker gestartet hatte. Er wurde aber krank. So führte Frankenfeld durch das Programm, in dem Cornelia Froboess sang, Helmut Zacharias Geige spielte und auch Alice Treff, Ilse Werner und die Cyprys auftraten. Die Sendung fand im Hamburger Fernsehstudio statt, welches sich in einem ehemaligen Luftschutz-Hochbunker befand und wo aufgrund der sehr kleinen Fenster und der miserablen Belüftung hohe Raumtemperaturen herrschten. Eine nette Bescherung konnte an diesem Tag noch nicht in ganz Westdeutschland gesehen werden, sondern nur im Großraum Hamburg, an der Verbindungslinie von Hamburg nach Köln und weiter bis nach Bonn. Zwei Tage später wurde die Sendung erneut – diesmal im gesamten damaligen NWDR-Gebiet – ausgestrahlt und war damit die erste Wiederholung einer Sendung des deutschen Nachkriegsfernsehens.

### Wer will, der kann
31. August 1953 bis 1956 mit Unterbrechung, NWDR
Die Talentsuche Wer will, der kann war eine 30-minütige tägliche Sendung von der Großen Deutschen Rundfunk-, Phono- und Fernseh-Ausstellung 1953 in Düsseldorf. Mit ihr wurde im Nachmittagsprogramm das Talent des Tages gesucht, wobei unbekannte darstellende Künstler aller Art mitmachen durften. Insgesamt fanden sich zwar nur zwei Talente, die Reihe kam aber so gut an, dass man sie nach der Ausstellung noch eine Weile lang fortsetzte. Dann lief die Show im Sonntagabend-Programm und war mindestens 60 Minuten lang. Frankenfeld wirkte anfänglich noch überheblich gegenüber den Debütanten, korrigierte dies aber schnell. Mit Beginn von 1:0 für Sie stellte man die Talentsuche vorübergehend ein. Für die Funkausstellung 1955 ließ man sie aber wieder als tägliche Show aufleben, vom 26. August bis zum 4. September, verbunden mit einer Endausscheidung am 18. September. Nochmals gab es die Sendereihe mit dem Zusatz Peter Frankenfeld sucht latente Talente von der Deutschen Fernsehausstellung 1956 in Stuttgart, vom 31. August bis zum 7. September. Bei Wer will, der kann ist Anja Silja entdeckt worden.

### 1:0 für Sie
31. Januar 1954 bis 31. August 1955, NWDR Hamburg
1:0 für Sie war die erste Spielshow im deutschen Fernsehen.

### Einzelsendungen
Neben den Serien kam es auch immer wieder zu Einzelsendungen, so am 22. März 1955 Achtung Hochspannung! Kleinkunstspezialitäten, zubereitet von Clemens Wilmenrod und serviert von Peter Frankenfeld mit dem Fernsehkoch Clemens Wilmenrod, im Juni 1957 So ein Zufall! Unterhaltungsabend mit Peter Frankenfeld oder im Juli 1958 Meister der Magie.

### Bitte recht freundlich
1. Januar 1956 bis 1957, NWRV
Nachdem Frankenfeld von seiner USA-Reise zurückgekehrt war, präsentierte er als Nachfolger von 1:0 für Sie am Neujahrstag 1956 die Show Zum neuen Jahr – das neue Spiel. Ab der zweiten Ausgabe hieß sie dann Bitte recht freundlich mit dem Zusatz Schnappschüsse von und mit Peter Frankenfeld. Es handelte sich unverändert um eine Sonntagabend-Unterhaltungsshow aus verschiedenen großen Hallen Westdeutschlands, die von 20 Uhr bis 22 Uhr lief. Die Regie führte Ruprecht Essberger.

### Toi – Toi – Toi
23. Februar 1957 bis 1961 mit Unterbrechung, NWRV Hamburg
Toi – Toi – Toi war eine erneute Talentsuche, sie trug zunächst den Zusatz Der erste Schritt ins Rampenlicht unter der Obhut von Peter Frankenfeld und später Der erste Schritt ins Rampenlicht des Fernsehens. Anders als Wer will, der kann wurde die Sendung nicht mehr vom Kölner, sondern vom Hamburger Funkhaus produziert und war mit 60 Minuten doppelt so lang und aufwendiger gestaltet. Sie lief auch nicht mehr im Nachmittags-, sondern im Vorabendprogramm am Samstag. Außerdem fand sie in großen Hallen oder im Großen Sendesaal mit dem Tanz- und Unterhaltungsorchester des NDR oder einem anderen Orchester statt. Es nahmen mehrere Einzelkünstler oder Gruppen teil, die anschließend sowohl von einer dreiköpfigen Expertengruppe wie auch vom Publikum beurteilt wurden. Das Publikum gab seine Bewertung mit Klatschen ab, dessen Lautstärke ein Schallpegel-Messgerät ermittelte. In der Ausgabe vom 28. Januar 1959 hatte Dieter Thomas Heck seinen ersten Fernsehauftritt, er bewarb sich als Sänger und bekam daraufhin einen Schallplattenvertrag. Außerdem wurden mit der Sendereihe bekannt: Peter Beil, die Geschwister Leismann, Frank und Maria Duval, und das Medium Terzett. Von Toi – Toi – Toi ist mindestens eine Ausgabe erhalten.

### Viel Vergnügen
21. Dezember 1957 bis 20. Dezember 1958, SDR
Als Nachfolge von Bitte recht freundlich erschien Viel Vergnügen mit dem Zusatz Spiele und Spielereien mit Peter Frankenfeld. Der Unterschied lag vor allem darin, dass nun der Süddeutsche Rundfunk in Stuttgart die Reihe übernahm. Es gab weiterhin Publikumsspiele, bei denen man kleine Preise gewinnen konnte. Es entstanden nur 11 Folgen, da diese Show nicht mehr 14-täglich, sondern nur einmal im Monat lief. Von Viel Vergnügen ist mindestens eine Ausgabe erhalten.

### Heute Abend Peter Frankenfeld
23. Mai 1959 bis 13. Februar 1960, SDR
Die Nachfolgesendung von Viel Vergnügen musste im Februar 1960 vorzeitig abgebrochen werden, weil Frankenfeld zum NWRV wechselte. In ihr wurden Menschen überrascht. Frankenfeld hatte in den USA eine Show von Art Linkletter gesehen, in der ein Ehepaar per Live-Übertragung mitansehen musste, wie ihr Haus abgerissen wurde, und dann ein neues geschenkt bekam. So etwas Drastisches, das war ihm klar, ginge im deutschen Fernsehen nicht, und er führte als Erstes zwei Geschwister zusammen, die sich schon 17 Jahre nicht mehr gesehen hatten. Das Publikum war begeistert, Kritiker sprachen von einem Seelenstriptease, bei dem die Geschwister missbraucht wurden. Dies konnte Frankenfeld nicht nachvollziehen.

### Dotto
1959 bis 1961
Dotto, angekündigt als Heiteres Ratespiel mit Peter Frankenfeld lief im Regional- und Werbefernseh-Fenster, welches über die Frequenzen der ARD von etwa 18.30 Uhr bis zum Beginn der Tagesschau ausgestrahlt wurde. Dabei zeigten – zu unterschiedlichen Zeiten – sämtliche Fenster dieses 30-minütige Quiz. Zu ihm gab es ein gleichnamiges Pendant von CBS. Die Idee basierte auf dem auch in Deutschland bekannten Zeichenspiel Connect the dots. Es bestand aus nummerierten Punkten, welche der Reihe nach mit Linien zu einem Bild verbunden werden mussten. In der Quizshow handelte es sich bei dem Bild um ein prominentes Gesicht, welches zu erraten war. Zu Spielbeginn konnte man nur 50 Punkte erkennen. Zwei Kandidaten bekamen nur Quizfragen gestellt, für deren richtige Beantwortung eine Verbindung der Punkte gezeichnet wurde. Wer zuerst das gezeichnete Gesicht erkannte, hatte gewonnen.

### Guten Abend!
22. Oktober 1960 bis Oktober 1961, NWRV Hamburg
Guten Abend! versehen mit dem Zusatz Das kleine Fernseh-Spielmagazin mit Peter Frankenfeld war die letzte Show, welche Frankenfeld in der ARD präsentierte. Für die Fernsehgeschichte bedeutend ist sie, weil in ihr zum ersten Mal der Sketch Dinner for One gezeigt wurde. Frankenfeld hatte ihn zusammen mit seinem Regisseur in England entdeckt. Ansonsten unterschied sich Guten Abend nicht sehr von den bisherigen Frankenfeld-Shows. In der Show wurden wie gewohnt Kandidaten aus dem Publikum ausgewählt, um Spiele durchzuführen. Neben Walter Spahrbier trat ein junger Elefant auf, der die Preise überreichte, und Frankenfelds Frau Lonny Kellner wirkte mit. Die beiden führten zusammen Sketche auf, sangen von Frankenfeld verfasste Duette, und Lonny assistierte bei den Spielen. Die erste Ausgabe fand am 22. Oktober im Operettenhaus auf der Reeperbahn statt. Guten Abend! war die letzte Show, in der Frankenfeld mit seiner karierten Jacke erschien. Sie sei nach der letzten Sendung nicht mehr auffindbar gewesen.

### Aller Unfug ist schwer
18. Oktober 1963 bis 1964, ZDF
Zur Überbrückung bis zum Sendebeginn von Vergißmeinnicht präsentierte Frankenfeld Aller Unfug ist schwer. In dieser Show wurden wie gewohnt Kandidaten aus dem Publikum ausgewählt. Sie mussten Arbeiten ausführen, die sie gewöhnlich nicht verrichteten, etwa ein Hufeisen schmieden.

### Und Ihr Steckenpferd?
3. Mai 1963 bis 1967 und 1972 bis 1974, ZDF
Als erste Sendereihe beim ZDF präsentierte Frankenfeld Und ihr Steckenpferd? Es war erneut eine Talentsuche, zu der Vorauswahlen liefen. Diesmal ging es nicht nur um Bühnenkünstler, sondern auch um andere Freizeitbeschäftigungen, wie Modellbau oder Fußball. Von der 90-minütigen Show entstanden 22 Ausgaben bei der Berliner Union-Film, die das ZDF in unregelmäßiger Folge als Aufzeichnung ausstrahlte. Die erfolgreichste Entdeckung waren die Jacob Sisters.
1972 begann Frankenfeld erneut, zwei Folgen pro Jahr zu präsentieren, insgesamt sechs Folgen. Hinzu kamen zwei Folgen Und ihr Steckenpferd … wurde Beruf, in denen erfolgreiche Kandidaten der vergangenen Sendungen präsentiert wurden.

### Einmal anders
1964, ZDF
In der Reihe Einmal anders mit dem Zusatz Prominente und ihre Hobbys sprach Frankenfeld mit Prominenten über ihr Privatleben. Der Reihe voraus ging bereits Hans Moser ganz privat, welches er noch beim NDR 1961 gemacht hatte. Dabei war Frankenfeld Hans Moser erstmals begegnet. Er hielt Moser für einen Ausnahmekomiker und hatte ihn schon im KadeKo nachgemacht.

### Vergißmeinnicht
1964 bis 1970, ZDF

### Televisitationen
1968, SF
Als Vergißmeinnicht im Sommer 1968 pausieren musste, da die Post Sondermarken für die Olympischen Spiele anstatt Wohlfahrtsmarken ausgab, kam es zum Ratespiel mit prominenten Gästen Televisitationen für das Schweizer Fernsehen. Frankenfeld lud seine Gäste an den Kamin und schenkte Wein aus, wobei es zu ungewöhnlichen Situationen kam, welche den Zuschauern vorher bekannt gegeben wurde, welche aber die Gäste mit Fragen ergründen mussten. Anschließend wurde Frankenfeld ausgefragt. Er sprach beispielsweise davon, er denke an einen berühmten Mann, dessen Name mit „S“ begann. Die Gäste durften mit Fragen ihre Vermutungen äußern. Konnte Frankenfeld diese Fragen nicht beantworten, wurde etwas mehr von dem Gesuchten verraten. Televisitationen kam bei den Zuschauern so gut an, dass 21 Folgen entstanden. Dem ZDF-Unterhaltungschef gefielen aber nur vier davon, so dass er nur diese ausstrahlen ließ.

### Sie und Er im Kreuzverhör
17. März 1971 bis 3. April 1973, ZDF
Zu der 30-minütigen Vorabendshow Sie und Er im Kreuzverhör wurden prominente Ehepaare eingeladen und einzeln nach Einzelheiten ihres Ehelebens befragt, darunter beispielsweise Bubi Scholz und Helmut Zacharias mit ihren Frauen. Der Partner durfte in einem abgetrennten Raum per Monitor zusehen. Frankenfeld verriet den Gästen die Fragen vorab, damit sie sich in Ruhe lustige Antworten überlegen konnten. Es entstanden 24 Folgen. Die amerikanische Vorlage nannte sich The Newlywed Game und wurde seit 1966 von ABC ausgestrahlt.

### Musik ist Trumpf
22. Februar 1975 bis 26. August 1978, ZDF

## Bücher
- 1955: 1000 Albernheiten
- 1969: Bekenntnisse eines großkarierten Herrn (Vorabdruck in der Hörzu)
- 1972: Meine schönsten Witze und Anekdoten
- 1980: Humor ist Trumpf (Sammlung von Kolumnen aus der Funk Uhr)
- 1984: Das war mein Leben (Taschenbuch-Ausgabe: Das große Peter Frankenfeld Buch)
- 1988: Opa, lüg mal wieder – und andere Frechheiten (Ullstein Taschenbuch)

## Filmografie
- 1955: Wunschkonzert
- 1959: Paprika
- 1959: Natürlich die Autofahrer
- 1962: Genosse Münchhausen
- 1971: Glückspilze
- 1972: Olympia – Olympia (Fernsehfilm)

## Diskografie
Alben (Auswahl)
- 1955: Peters Wundertüte (2 Folgen)
- 1963: Als Oma noch kniefrei ging
- 1963: Als Opa noch schwofen ging
- 1966: Valsch Ferbunden!
- 1971: Taktik des Ehekriegs
- 1977: Gymnastik und Tanz für Ältere
- 1979: Danke, Peter Frankenfeld (posthum)
- 1987: Humor ist Trumpf (posthum)
- Peters Bastelstunde (2 Folgen)
- Peter Frankenfeld und seine Freunde (Kompilation)

Singles (Auswahl)
- 1961: Bum-Budi-Bum, das kann gefährlich sein / Es muss nicht immer Nacht sein (mit Lonny Kellner)
- 1975: Im Fahrstuhl / Reeperbahn-Bummel (mit Horst Ackermann)

## Ehrungen

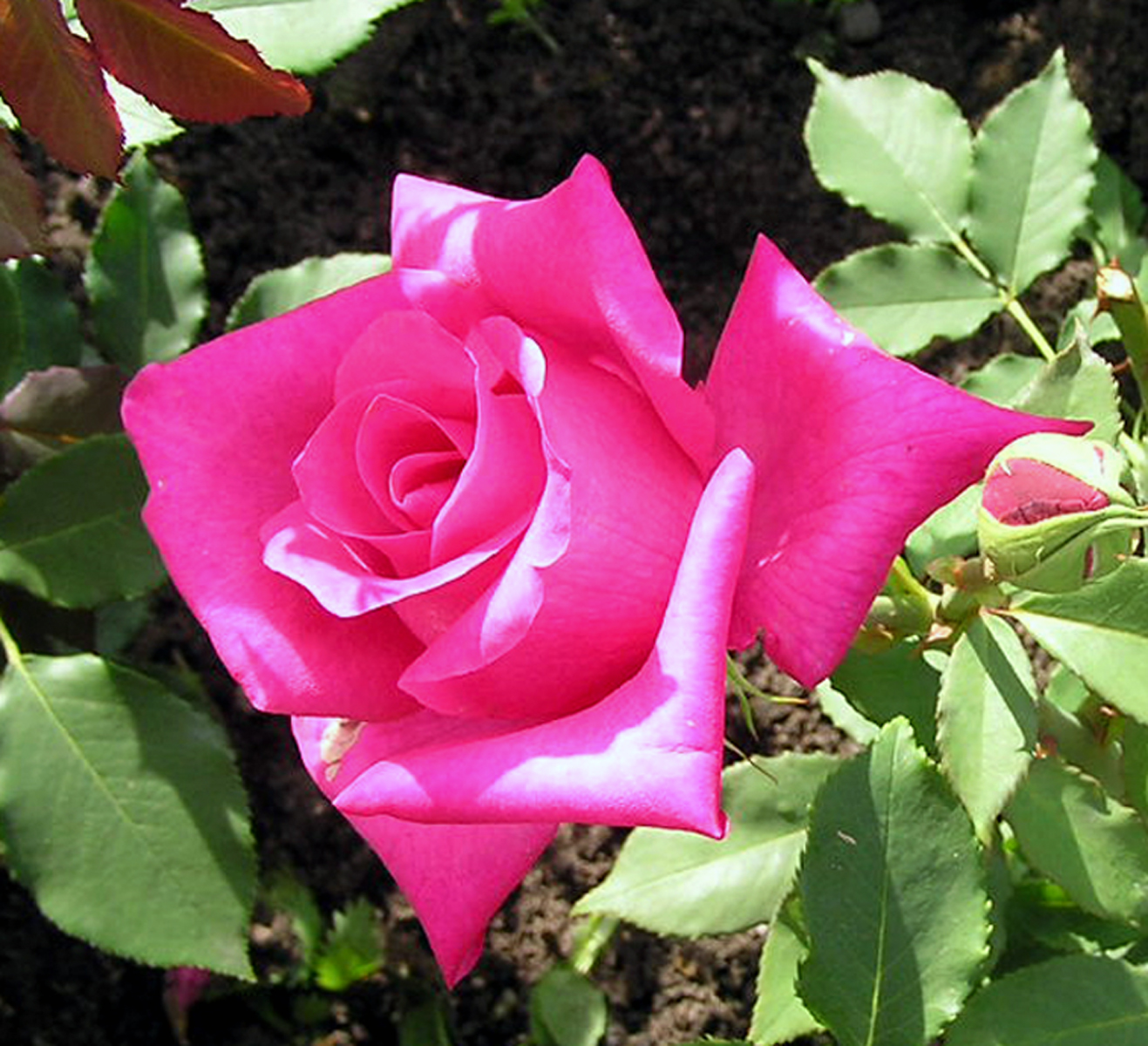
Die 1966 nach ihm benannte Peter-Frankenfeld-Rose

### Auszeichnungen
- 1959: Goldener Bildschirm
- 1966: Goldene Kamera für Vergißmeinnicht
- 1970: Bundesverdienstkreuz I. Klasse für die Verdienste um die Aktion Sorgenkind
- 1979: Bambi posthum für das Lebenswerk
- 1980: Goldene Kamera posthum und zusammen mit Hans Rosenthal und Peter Alexander

### Rezeption
- 1966: Eine Rosensorte wurde nach Peter Frankenfeld benannt
- 1974: Frankenfeld wurde in der deutschen Fassung des Asterix-Comics Die Trabantenstadt als Showmaster Francocampus verewigt.
- 1982: Die Schule für geistig und schwerst mehrfachbehinderte Kinder in Berlin-Lankwitz wurde in Peter-Frankenfeld-Schule benannt, aufgrund seines Engagements im Rahmen der Sendung Vergißmeinnicht für die Aktion Sorgenkind.[69]

### Peter-Frankenfeld-Preis
Diese Auszeichnung für künstlerische Vielseitigkeit und humanitäres Engagement wurde von Frankenfelds inzwischen verstorbener Witwe Lonny Kellner-Frankenfeld gestiftet und verliehen. Preisträger sind bislang:
- 2000: André Holst
- 2002: Hape Kerkeling
- 2004: Georg Preuße
- 2006: Michael Herbig